# Eleição municipal de Caxias do Sul em 2012
A eleição municipal da cidade brasileira de Caxias do Sul ocorreu em 7 de outubro de 2012 para a eleição de um prefeito, um vice-prefeito e de 23 vereadores para a administração da cidade. Os principais candidatos foram Alceu Barbosa Velho (PDT), Marcos Daneluz (PT) e Assis Melo (PC do B). Alceu Barbosa Velho foi reeleito ainda no primeiro turno com 57,23% dos votos válidos.

## Antecedentes
Na eleição de 2008, o prefeito José Ivo Sartori se candidatou à reeleição pelo PMDB. O deputado federal Pepe Vargas, do PT, foi o único candidato da oposição. Sartori foi reeleito com 54,35% dos votos válidos.
O candidato do PT à prefeitura em 2008, Pepe Vargas, desistiu de ser candidato nesta eleição em março de 2012. O motivo da desistência de Pepe é a nomeação dele para o ministério do Desenvolvimento Agrário em 14 de março. A deputada estadual Marisa Formolo, que havia sido cogitada como candidata, desistiu em junho devido a uma doença de seu marido.
Durante as eleições de 2010, o vice-prefeito Alceu Barbosa foi eleito deputado estadual com 43 120 votos, tendo 33 517 votos apenas em Caxias do Sul. Alceu Barbosa renunciou ao cargo de vice-prefeito em 31 de janeiro de 2011 para assumir o cargo na Assembleia Legislativa. Assis Melo foi eleito na mesma eleição deputado federal. Teve 47 141 votos, sendo 34 926 votos em Caxias do Sul (74% da sua votação). Assis foi eleito devido a alta votação de Manuela d'Ávila (482 590 votos) e Beto Albuquerque (200 476 votos); a coligação de Manuela e Beto, formada por PC do B e PSB, elegeu 5 deputados, três deles com menos de 50 000 votos.

## Candidatos
Foram cinco candidatos à prefeitura de Caxias do Sul em 2012: Alceu Barbosa Velho (PDT), Assis Melo (PC do B), Corlatti (DEM), Marcos Daneluz (PT) e Possamai (PSOL).
| Candidato(a)        | Vice             | Partido | Coligação |
| ------------------- | ---------------- | ------- | --- |
| Alceu Barbosa Velho | Antonio Feldmann | PDT     | "Caxias para todos" (PDT, PP, PTB, PMDB, PSL, PTN, PSC, PR, PSDC, PHS, PMN, PSB, PRP, PSDB, PPL, PSD e PTdoB) |
| Assis Melo          | Berti            | PCdoB   | "Unidade e ação por Caxias" (PCdoB e PPS)                                                                     |
| Corlatti            | Jussara Bolson   | DEM     | Partido não coligado                                                                                          |
| Marcos Daneluz      | Justina Onzi     | PT      | "Frente Popular" (PRB, PT, PRTB, PTC e PV)                                                                    |
| Possamai            | Anai de Souza    | PSOL    | Partido não coligado                                                                                          |

### Convenções e candidaturas

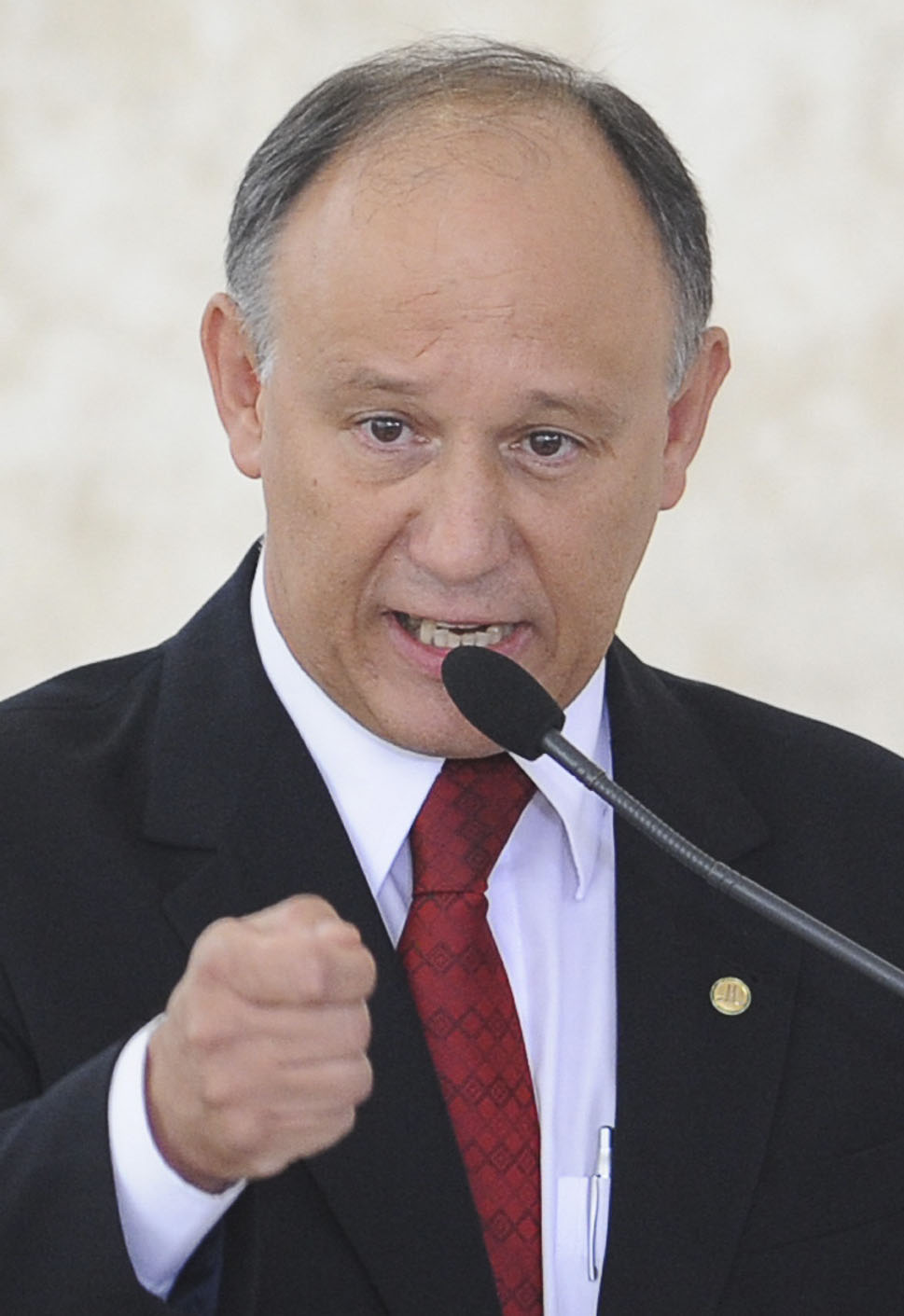
Pepe Vargas acabou desistindo da candidatura para assumir o ministério do Desenvolvimento Agrário.

Com as desistências de Pepe Vargas e Marisa Formolo, o PT oficializou a candidatura de Marcos Daneluz em 30 de junho. A convenção do partido contou com figuras importantes como o ministro Pepe Vargas, o ex-governador Olívio Dutra, o presidente estadual e deputado do partido Raul Pont e a ex-candidata e deputada estadual Marisa Formolo. A candidata a vice, Justina Onzi, que foi vice-prefeita na gestão de Pepe Vargas, foi escolhida em 28 de junho.
Alceu Barbosa oficializou sua candidatura em 5 de julho. Barbosa teve a maior coligação: 17 partidos coligados. O Partido Progressista decidiu apoiar Alceu após um reunião Diretório Municipal, em 28 de abril; no total de votantes, 28 votaram a favor da coligação com Alceu, contra 5 votos para Marisa Formolo. O Partido Social Democrático declarou apoio a Alceu em 15 de junho. O Partido Trabalhista Brasileiro decidiu apoiar Alceu em 8 de junho durante uma reunião do partido, mantendo o apoio a base governista. O Partido do Movimento Democrático Brasileiro declarou apoio em abril, indicando o candidato a vice Antonio Feldmann; a reunião terminou com 37 votos favoráveis a coligação com Alceu, contra 8 que defendiam candidatura própria. O Partido Social Cristão foi o último a declarar apoio, decidindo pelo apoio a Alceu em 27 de junho; foram 19 votos a favor e 7 votos que defendiam a coligação com o PT (a executiva estadual defendia a coligação com o PT). O Partido Humanista da Solidariedade estava indeciso entre Alceu e Corlatti; declarou apoio a Alceu em 24 de abril. O Partido da República declarou apoio a Alceu em 21 de junho. O Partido Republicano Progressista abriu mão da candidatura de Cassiano Fontana para apoiar Alceu. O Partido da Social Democracia Brasileira declarou apoio a Alceu em 14 de maio: 28 dos trinta votantes foram a favor da coligação, e 2 defendiam candidatura própria.
O Partido Socialismo e Liberdade realizou a convenção em 17 de junho na Câmara de vereadores da cidade. Estavam escritos três candidaturas: Arino da Rosa Maciel, Francisco Carlos Corrêa e Luis Fernando Possamai. Possamai recebeu 37 votos, Côrrea 21 e Maciel recebeu 1 voto, dele próprio. Possamai foi oficializado como candidato do partido, tendo como vice a advogada Anaí de Souza.
A candidatura do deputado federal Assis Melo foi oficializada em 24 de junho. A convenção foi realizada no plenário da Câmara dos vereadores, e contou com trezentos filiados do PC do B. Assis Melo teve um partido aliado, o Partido Popular Socialista, que teve João Carlos Berti como candidato a vice da chapa.
Os Democratas oficializaram a candidatura de Milton Corlatti em 23 de junho. O anúncio da escolha do candidato a vice foi feito no dia 21 de junho, oficializando como candidata a vice a vice-diretora do Colégio Estadual Imigrante Jussara Bolson.

## Campanha

### Gastos e arrecadação
Assis Melo e Milton Corlatti tiveram a previsão de gastar R$ 3 milhões cada. Foram seguidos por
Marcos Daneluz (R$ 2,9 milhões), Alceu Barbosa (R$ 2,9 milhões) e Possamai (R$ 150 mil).
Segundo a Rádio Caxias até setembro de 2012, haviam sido gastos R$ 572 mil. Alceu Barbosa foi o que mais gastou (R$ 365 mil), seguido por Marcos Daneluz (R$ 83 mil), Assis Melo (R$ 63 mil) e Corlatti (R$ 60 mil). Possamai não declarou gastos. O click RBS apresenta outros números: Alceu Barbosa teria gasto R$ 488 mil, sendo seguido por Assis Melo (R$ 80 mil), Marcos Daneluz (R$ 88 mil) e Corlatti (R$ 92 mil). Os dados de Possamai não estavam disponíveis no site do TSE.
A arrecadação foi de R$ 938 mil até setembro de 2012. Alceu Barbosa foi o que mais arrecadou (R$ 500 mil), sendo seguido por Corlatti (R$ 156 mil), Marcos Daneluz (R$ 145 mil), Assis Melo (R$ 135 mil) e Possamai, que não teria tido arrecadação.
Os principais doadores da campanha de Alceu Barbosa são grandes empresas, como a Randon (R$ 150 mil), Marcopolo (R$ 50 mil) e a CSA (R$ 50 mil). Assis Melo tem como principais doadores a Marcopolo (R$ 25 mil), a Taurus (R$ 25 mil) e a San Marino Ônibus e implementos (R$ 20 mil). Milton Corlatti tem como principais doadores a direção nacional do Democratas (R$ 50 mil), a Randon (R$ 40 mil) e a Marcopolo (R$ 25 mil). Marcos Daneluz tem como principais doadores a Arosuco (R$ 50 mil), a Marcopolo (R$ 25 mil), a Randon (R$ 20 mil) e a San Marino Ônibus e Implementos (R$ 20 mil).

## Estatísticas
Apenas dois vereadores estão concorrendo à reeleição. A cada vaga para vereador, exitem 15,52 candidatos. Trinta e três (33) candidatos à vereador tem ensino fundamental incompleto; cinquenta e três (53) possuem ensino médio completo; catorze (14) possuem ensino médio incompleto; cento e sete (107) possuem ensino médio; cinquenta e seis (56) possuem ensino médio incompleto; e noventa e um (91) possuem ensino médio completo.
Assis Melo e Milton Corlatti possuem ensino médio completo. Alceu Barbosa Velho e Possamai são formados em direito, Marcos Daneluz é formado em agricultura.
Duzentos e quarenta e oito (248) candidatos à vereador são homens (69,859%), cento e sete (107) são mulheres (30,141%).
| Candidatos a vereador por partido e sexo | Candidatos a vereador por partido e sexo | Candidatos a vereador por partido e sexo | Candidatos a vereador por partido e sexo | Candidatos a vereador por partido e sexo | Candidatos a vereador por partido e sexo |
| Coligação/Partido                        | Homens                                   | %                                        | Mulheres                                 | %                                        | Total                                    |
| ---------------------------------------- | ---------------------------------------- | ---------------------------------------- | ---------------------------------------- | ---------------------------------------- | ---------------------------------------- |
| DEM                                      | 21                                       | 70,000                                   | 9                                        | 30,000                                   | 30                                       |
| PDT / PR / PMN / PRP / PPL               | 32                                       | 69,565                                   | 14                                       | 30,435                                   | 46                                       |
| PHS / PSDB                               | 11                                       | 68,750                                   | 5                                        | 31,250                                   | 16                                       |
| PMDB                                     | 23                                       | 67,647                                   | 11                                       | 32,353                                   | 2                                        |
| PP                                       | 18                                       | 69,231                                   | 8                                        | 30,769                                   | 26                                       |
| PPS / PC do B                            | 27                                       | 69,231                                   | 12                                       | 30,769                                   | 39                                       |
| PRB / PT / PRTB / PTC / PV               | 32                                       | 68,085                                   | 15                                       | 31,915                                   | 47                                       |
| PSC                                      | 19                                       | 67,857                                   | 9                                        | 32,143                                   | 51                                       |
| PSL / PTN / PSDC / PSB / PSD / PT do B   | 32                                       | 69,565                                   | 14                                       | 30,435                                   | 46                                       |
| PSOL                                     | 8                                        | 66,667                                   | 4                                        | 33,333                                   | 12                                       |
| PTB                                      | 22                                       | 66,667                                   | 11                                       | 33,333                                   | 33                                       |

## Resultados
Resultado das eleição para prefeito:
| Candidato(a)                  | Vice                    | 1º Turno 7 de outubro de 2012 | 1º Turno 7 de outubro de 2012 |
| Candidato(a)                  | Vice                    | Votação                       | Votação                       |
|                               |                         | Total                         | Porcentagem                   |
| ----------------------------- | ----------------------- | ----------------------------- | ----------------------------- |
| Alceu Barbosa Velho (PDT)     | Antonio Feldmann (PMDB) | 137.689                       | 57,23%                        |
| Marcos Daneluz (PT)           | Justina Onzi (PT)       | 64.211                        | 26,69%                        |
| Assis Melo (PC do B)          | João Carlos Berti (PPS) | 27.708                        | 11,52%                        |
| Milton Corlatti (DEM)         | Jussara Bolson (DEM)    | 9.086                         | 3,78%                         |
| Luiz Fernando Possamai (PSOL) | Anaí de Souza (PSOL)    | 1.877                         | 0,78%                         |
| Total de votos válidos        |                         |                               |                               |
| Votos em branco               | Votos em branco         | 16.468                        | 5,97%                         |
| Votos nulos                   | Votos nulos             | 18.659                        | 6,77%                         |
| Total                         | Total                   | 275.698                       | 86,22%                        |
| Abstenções                    | Abstenções              | 44 052                        | 13,78%                        |
| Votos apurados                | Votos apurados          | 240 571                       | 100%                          |
| Total de eleitores            | Total de eleitores      | 319.750                       | 100%                          |

Vereadores eleitos:
| Candidato(a)               | Partido | Votação     | Votação |
| Candidato(a)               | Partido | Porcentagem | Total   |
| -------------------------- | ------- | ----------- | ------- |
| Washington Coração Valente | PDT     | 3,37%       | 8.005   |
| Adiló                      | PTB     | 2,66%       | 6.324   |
| Vinicius Ribeiro           | PDT     | 2,23%       | 5.306   |
| Mauro Pereira              | PMDB    | 2,22%       | 5.278   |
| Daniel Guerra              | PSDB    | 1,70%       | 4.036   |
| Renato Oliveira            | PC do B | 1,53%       | 3.644   |
| Edson da Rosa              | PMDB    | 1,52%       | 3.623   |
| Felipe Gremelmaier         | PMDB    | 1,32%       | 3.145   |
| Kiko                       | PT      | 1,22%       | 2.908   |
| Rodrigo Beltrão            | PT      | 1,22%       | 2.897   |
| Bandeira                   | PP      | 1,21%       | 2.875   |
| Neri - O Carteiro          | DEM     | 1,20%       | 2.849   |
| Pastor Renato Nunes        | PRB     | 1,19%       | 2.822   |
| Denise Pessôa              | PT      | 1,15%       | 2.731   |
| Guila Sebben               | PP      | 1,10%       | 2.607   |
| Virgili Costa              | PDT     | 1,04%       | 2.483   |
| Elói Frizzo                | PSB     | 1,00%       | 2.372   |
| Edicarlos                  | PSB     | 0,99%       | 2.345   |
| Flavio Cassina             | PTB     | 0,96%       | 2.277   |
| Jailson Barbosa            | PDT     | 0,89%       | 2.117   |
| Gustavo Toigo              | PDT     | 0,89%       | 2.115   |
| Zoraido Silva              | PTB     | 0,79%       | 1.880   |
| Rafael Bueno               | PC do B | 0,77%       | 1.838   |